# Personer i Sverige födda i Mongoliet
Till  personer i Sverige födda i Mongoliet räknas personer som är folkbokförda i Sverige och som har sitt ursprung i Mongoliet. Enligt Statistiska centralbyrån fanns det 2017 i Sverige sammanlagt cirka 3 300 personer födda i Mongoliet.

## Historisk utveckling

### Födda i Mongoliet
| Personer i Sverige födda i Mongoliet 2000–2024  | Personer i Sverige födda i Mongoliet 2000–2024 | Personer i Sverige födda i Mongoliet 2000–2024 | Personer i Sverige födda i Mongoliet 2000–2024 | Personer i Sverige födda i Mongoliet 2000–2024 |
| ----------------------------------------------- | ---------------------------------------------- | ---------------------------------------------- | ---------------------------------------------- | ---------------------------------------------- |
|                                                 |                                                |                                                |                                                |                                                |
| År                                              |                                                |                                                | Folkmängd                                      |                                                |
| 2000                                            | 2000                                           |                                                | 39                                             |                                                |
| 2001                                            | 2001                                           |                                                | 48                                             |                                                |
| 2002                                            | 2002                                           |                                                | 56                                             |                                                |
| 2003                                            | 2003                                           |                                                | 69                                             |                                                |
| 2004                                            | 2004                                           |                                                | 96                                             |                                                |
| 2005                                            | 2005                                           |                                                | 123                                            |                                                |
| 2006                                            | 2006                                           |                                                | 192                                            |                                                |
| 2007                                            | 2007                                           |                                                | 255                                            |                                                |
| 2008                                            | 2008                                           |                                                | 351                                            |                                                |
| 2009                                            | 2009                                           |                                                | 497                                            |                                                |
| 2010                                            | 2010                                           |                                                | 830                                            |                                                |
| 2011                                            | 2011                                           |                                                | 1 350                                          |                                                |
| 2012                                            | 2012                                           |                                                | 1 775                                          |                                                |
| 2013                                            | 2013                                           |                                                | 2 073                                          |                                                |
| 2014                                            | 2014                                           |                                                | 2 356                                          |                                                |
| 2015                                            | 2015                                           |                                                | 2 609                                          |                                                |
| 2016                                            | 2016                                           |                                                | 2 854                                          |                                                |
| 2017                                            | 2017                                           |                                                | 3 346                                          |                                                |
| 2018                                            | 2018                                           |                                                | 4 108                                          |                                                |
| 2019                                            | 2019                                           |                                                | 4 747                                          |                                                |
| 2020                                            | 2020                                           |                                                | 5 033                                          |                                                |
| 2021                                            | 2021                                           |                                                | 5 311                                          |                                                |
| 2022                                            | 2022                                           |                                                | 5 684                                          |                                                |
| 2023                                            | 2023                                           |                                                | 5 744                                          |                                                |
| 2024                                            | 2024                                           |                                                | 5 582                                          |                                                |
| Anm.: Befolkning den 31 december respektive år. |                                                |                                                |                                                |                                                |